# Bhaskaran Sathianathan
Bhaskaran Sathianathan (ur. 9 maja 1958 w Parit, Perak, zm. 18 lipca 2023) – malezyjski piłkarz i trener piłkarski.

## Kariera piłkarska

### Kariera klubowa
Grę w klubie rozpoczął w NSCRC (Negeri Sembilan Chinese Recreation Club) w Seremban, szybko został zauważony i 19 roku życia przeszedł do Negeri Sembilan FC, gdzie grał przez do końca swojej kariery, za wyjątkiem jednego sezonu w Melaka United FC. Grał na pozycji ofensywnego pomocnika. 

## Kariera trenerska
Na początku swojej kariery był trenerem zespołu Negeri Sembilan FA Gold Cup w 1992 roku. Pomagał trenować reprezentację olimpijską w latach 1997–1999 i 2002–2004. Pracował także jako asystent trenera w MPPJ FC w 2006 roku, aż do rozpadu klubu, oraz jako tymczasowy trener przez krótki okres po odejściu Michaela Feichtenbeinera.
W 2006 roku został wybrany przez Malezyjski Związek Piłki Nożnej na trenera olimpijskiej reprezentacji Malezji dla przygotowania zespołu do eliminacji na igrzyska olimpijskie w 2008. Po wygraniu turnieju Merdeka 2007 roku został mianowany na trenera narodowej reprezentacji Malezji. W lutym 2009 został zdymisjonowany z zajmowanego stanowiska.
Od listopada 2009 do 2010 trenował Kelantan FA. W 2011 objął prowadzenie ATM FA.

## Sukcesy i odznaczenia

### Sukcesy trenerskie
- mistrz Merdeka Cup: 2007
- wicemistrz Merdeka Cup: 2007
- zdobywca Malaysia Cup: 2010
- mistrz Malaysia Premier League: 2012